# Polyacanthonotus africanus
Polyacanthonotus africanus är en fiskart som först beskrevs av John Dow Fisher Gilchrist och Von Bonde 1924.  Polyacanthonotus africanus ingår i släktet Polyacanthonotus och familjen Notacanthidae. Inga underarter finns listade i Catalogue of Life.